# 華北政務委員会
華北政務委員会（かほく-せいむいいんかい）は、中華民国で1940年3月30日に成立した行政組織。前身は中華民国臨時政府であり、臨時政府が汪兆銘政権に参加したことにより華北政務委員会に改編された。

## 概要
『華北政務委員会組織条例』に依拠し汪兆銘政権の委託を受け河北、山東、山西3省及び北京、天津、青島3市地域の防共、治安維持、経済政策を汪兆銘政権に代わり実行し、下部省及び市政府を監督すると定められ、条例に定められていない河南地区も華北政務委員会が実質的な行政実務を行っていた。1942年1月に蘇北淮北地区が蘇淮特別区行政公署として、汪兆銘政権の直轄となった。

## 委員の構成
委員は17～21名。1名が委員長に指定され、5～9名が常務委員となった。その下には、顧問、参議、咨議、専員、調査員がそれぞれ若干名置かれた。

### 歴代委員長
- 王克敏：1940年3月 - 6月
- 王揖唐：1940年6月 - 1943年2月
- 朱深：1943年2月 - 7月（死去）
- 王克敏：1943年7月 - 1945年2月
- 王蔭泰：1945年2月 - 8月

## 政務委員会直属機関（1940年3月 - 1943年11月）
華北政務委員会設立から1943年11月までは、6総署（内政・財政・治安・教育・実業・建設）2庁（政務・秘書）などが直属機関として設けられた。また最高法院華北分院も、事実上は華北政務委員会に属していた。

### 内務総署
督弁、署長を各1名、参事を若干名置いた。下部機関として4局（総務・民政・礼俗・衛生）が置かれた。1943年3月、治安総署に属していた警政局も内務総署に属し、5局体制となった。
歴代総署督弁
- 王克敏：1940年3月 - 6月〔兼任〕
- 王揖唐：1940年6月 - 1943年2月〔兼任〕
- 斉燮元：1943年2月 - 11月〔兼任〕

### 財務総署
督弁、署長を各1名、参事を若干名置いた。下部機関として4局（総務・税務・会計・庫蔵）のほか、中国聯合準備銀行、華北統税総局、華北禁煙総局が置かれた。
総署督弁
- 汪時璟：1940年3月 - 1943年11月

### 治安総署
督弁、署長を各1名、参事を若干名置いた。下部機関として7局（総務・軍咨・軍務・軍学・軍需・宣導・警政）2処（軍医・軍法）が置かれた。1943年3月、警政局は内務総署に属した。
総署督弁
- 斉燮元：1940年3月 - 1943年11月〔1943年2月より内務総署督弁兼任〕

### 教育総署
督弁、署長を各1名、参事を若干名置いた。下部機関として3局（総務・教育・文化）が置かれた。
歴代総署督弁
- 湯爾和：1940年3月 - 11月〔死去〕
- 周作人：1940年12月 - 1943年2月
- 蘇体仁：1943年2月 - 11月

### 実業総署
督弁、署長を各1名、参事を若干名置いた。下部機関として7局（総務・農林・工商・漁牧・鉱業・労工・合作）のほか、華北合作事業総会が置かれた。
総署督弁
- 王蔭泰：1940年3月 - 1943年11月

### 建設総署
督弁、署長を各1名、参事を若干名置いた。下部機関として5局（総務・経理・公路・水利・都市）のほか、企画委員会が置かれた。
歴代総署督弁
- 殷同：1940年3月 - 1942年12月〔死去〕
- 余晋龢：1943年1月 - 11月

### 政務庁
庁長を1名、参事を若干名置いた。下部機関として1室（秘書室）5局（外務・法制・審計・情報・交通）が置かれた。
歴代庁長
- 朱深：1940年3月 - 7月
- 祝惺元：1940年7月 - 1942年3月
- 夏粛初：1942年4月 - 1943年2月
- 張仲直：1943年2月 - 11月

### 秘書庁
庁長を1名、参事を若干名置いた。下部機関として2処（文案・事務）1室（機要）が置かれた。
歴代庁長
- 王克敏：1940年5月 - 6月〔兼任〕
- 瞿益鍇：1940年6月 - 7月〔代理〕
- 夏粛初：1940年7月 - 1942年4月
- 李元暉：1942年4月 - 1943年2月
- 張仲直：1943年2月 - 3月〔兼任〕
- 祝書元：1943年3月 - 11月〔代理〕

### 最高法院華北分院
民事1庭、刑事2庁、検察署が置かれた。
院長
- 張孝栘：1940年5月 - 1943年11月

## 政務委員会直属機関（1943年11月 - 1945年8月）
1943年11月10日、華北政務委員会臨時常務委員会で機構改革案と人事調整案が承認され、翌11日に中央政治委員会第129次会議で追認された。これにより、政務・秘書の2庁が廃止、総務・内務・財務の3庁が改めて設置され、また6総署は治安・経済・農務・教育・工務の5総署に再編された。

### 総務庁
庁長、次長を各1名、参事を若干名置いた。下部機関として1室（秘書室）4局（総務・外務・統計・情報）が置かれた。
歴代庁長
- 王蔭泰：1943年11月 - 1945年2月〔兼任〕
- 蘇体仁：1945年2月 - 8月〔兼任〕

### 内務庁
庁長を1名置いた。下部機関として2局（民政・警政）が置かれた。
歴代庁長
- 王蔭泰：1943年11月 - 1945年2月〔兼任〕
- 蘇体仁：1945年2月 - 8月〔兼任〕

### 財務庁
庁長を1名置いた。下部機関として3局（主計・審計・印刷）が置かれた。
歴代庁長
- 張仲直：1943年11月 - 1945年2月〔代理〕
- 汪時璟：1945年2月 - 8月〔兼任〕

### 治安（綏靖）総署
督弁、署長を各1名、参事を若干名置いた。下部機関として7局（総務・軍咨・軍務・軍学・軍需・宣導）2処（軍医・軍法）が置かれた。1943年12月30日、最高国防会議第36次会議において、治安総署から綏靖総署に改名された。
歴代総署督弁
- 杜錫鈞：1943年11月 - 1945年3月
- 門致中：1945年3月 - 8月

### 経済総署
督弁、署長を各1名、参事を若干名置いた。下部機関として6局（総務・実業・金融・税務・労工・物価）が置かれた。
総署督弁
- 汪時璟：1943年11月 - 1945年8月〔1945年2月より財務庁長兼任〕

### 農務総署
督弁、署長を各1名、参事を若干名置いた。下部機関として5局（総務・農産・糧政・林牧・合作）が置かれた。
歴代総署督弁
- 王蔭泰：1943年11月 - 1945年2月〔兼任〕
- 陳曽栻：1945年2月 - 8月

### 教育総署
督弁、署長を各1名、参事を若干名置いた。下部機関として4局（総務・文化・教育・保健）が置かれた。
歴代総署督弁
- 王謨：1943年11月 - 1944年7月
- 王克敏：1944年7月 - 1945年2月
- 文元模：1945年2月 - 8月

### 工務総署
督弁、署長を各1名、参事を若干名置いた。下部機関として4局（総務・水利・公路・都市計画）が置かれた。
歴代総署督弁
- 蘇体仁：1943年11月 - 1945年2月
- 唐仰杜：1945年2月 - 8月

### 最高法院華北分院
改組以前からそのまま継続された。
院長
- 張孝栘：1943年11月 - 1945年8月

## 諮問機関
1942年（民国31年）3月30日に当時の委員長・王揖唐により創設された諮詢会議がある。委員長の諮詢に応じると共に、決議により政務委員会に建議する諮問機関で、在野の元老要人の政治に対する協力体制を整備したものと位置づけられる。
専任の委員は7名で、時期により下記の顔触れとなっている。また、華北政務委員会の委員長・常務委員も諮詢会議の構成員とされる。
(1)	1942年3月30日任命（創設時）
王克敏・龔心湛・靳雲鵬・呉毓麟・章宗祥・曹汝霖・張鳴岐
(2)	1944年5月19日任命
靳雲鵬・章宗祥・斉燮元・曽毓雋・曹汝霖・張鳴岐・湯薌銘

## 行政区画
汪兆銘政権崩壊直前の下部行政区画は下記の通り。
- 北京市
- 天津市
- 青島市
- 河北省
- 山東省
- 山西省
- 河南省

## 外交
下記の国から大使級の人員が送られていた。
- 日本
- 満洲国
- タイ
- ドイツ国

## 関係項目
- オイゲン・オット